# NGC 2573B
NGC 2573B (другие обозначения — ESO 1-8, AM 2240-892, PGC 70533) — галактика в созвездии Октант.
Этот объект не входит в число перечисленных в оригинальной редакции «Нового общего каталога» и был добавлен позднее.